# Jacques-Henri Fauconnier
Jacques-Henri Fauconnier (1776–1839) fue un orfebre francés del estilo Restauración. 

## Biografía
Fue discípulo de Jean-Baptiste-Claude Odiot, del que llegó a ser su chef d'atelier (jefe de taller); pese a ello, abrió su propio negocio en 1823. Protegido de Adelaida de Orleans, hermana del rey Luis Felipe I, realizó varias obras para la monarquía francesa. En 1830 abrió en París una escuela de orfebrería, desde la que impulsó la recuperación del estilo renacentista en las artes decorativas, especialmente la metalistería. El escultor Antoine-Louis Barye fue alumno suyo. Le sucedieron en el negocio sus sobrinos Auguste y Joseph Fannière.